# Xóchitl Ramos Magaña
Xóchitl Ramos Magaña es una veterinaria mexicana, especialista en fauna silvestre. Su trabajo se enfoca específicamente en la conservación y reintroducción del lobo mexicano. Labora como responsable del bioma del bosque tropical del Zoológico de Chapultepec, y es asesora en el Programa Binacional México-Estados Unidos para la Recuperación del Lobo Mexicano. Además es miembro del grupo de manejo del Plan de supervivencia para especies de lobo mexicano (Mexican Wolf Species Survival Plan).

## Formación académica
Obtuvo el grado de médica veterinaria zootecnista por la Facultad de Estudios Superiores Cuautitlán de la UNAM en 1995. Realizó estancias de investigación en el zoológico Africam Safari en Puebla, y en el Parque Ecológico Zacango en el Estado de México. Además fue voluntaria y realizó su tesis de licenciatura en el Zoológico de San Juan de Aragón de la Ciudad de México donde inició sus esfuerzos profesionales en la conservación del lobo mexicano. Finalmente realizó una especialidad en fauna silvestre en la Facultad de Medicina Veterinaria en el campus de Ciudad Universitaria de la UNAM.

## Conservación del lobo mexicano
Su trabajo en el área de fauna silvestre, y específicamente en la conservación del lobo mexicano comenzó mientras trabajaba en una reserva natural en el Estado de México a cargo de la Secretaría de Medio Ambiente y Recursos Naturales. En esta reserva inició con la creación de un programa de medicina clínica y preventiva para la protección de este ejemplar en peligro de extinción. Posteriormente, en 1996 comenzó a laborar como médico veterinario en el Zoológico de Chapultepec donde trabaja con todas las especies que habitan en dicho zoológico.
Funge como líder del Programa Binacional México-Estados Unidos para la Recuperación del Lobo Mexicano en donde asesora a ambas naciones. Además es jefe de veterinarios del plan de supervivencia para especies de lobo mexicano (Mexican Wolf Species Survival Plan), una colaboración entre México y Estados Unidos para la conservación de este ejemplar. En México se encuentran dos centros de rehabilitación y dos encierros, en donde se trabaja para conservar no solo los patrones conductuales de estos animales sino también su estructura social. En palabras de Xóchitl esto se mantiene 
...para que puedan cazar presas apropiadas: venados, pecaríes, guajolotes, liebres y otros mamíferos pequeños.

...cuando están en cautiverio no se deben crear lazos afectivos entre estos y los humanos, ni dependencia alimenticia, pues cuando son liberados buscan a la gente y eso los pone en riesgo.
Su trabajo en la conservación del lobo mexicano ha contribuido a la reproducción exitosa del lobo mexicano en el Zoológico de Chapultepec. Además se ha logrado la liberación de más de 100 especies en cautiverio a la vida silvestre particularmente en los estados mexicanos de Sonora, Chihuahua, Durango, Zacatecas y Nuevo León, y en Estados Unidos entre Arizona y Nuevo México.